# Édits de harem (Assyrie)
Les édits de harem ou édits de cour et de harem (parfois « décrets palatiaux ») sont des textes normatifs assyriens. Il s'agit d'une série de neuf fragments de tablettes de la période médio-assyrienne (XIVe – XIe siècle av. J.-C.) comportant des règlements ou édits (riksu) concernant la vie des résidents de la zone privée du palais royal, avant tout les femmes résidant dans le harem. Ils ont été compilés sous Tiglath-Phalasar Ier (1114-1076 av. J.-C.) mais reprennent des ordonnances des règnes antérieurs, remontant jusqu'au règne d'Assur-uballit Ier (1363-1328). Ils sont préservés dans un état fragmentaire et souvent très incomplet, rendant leur compréhension difficile.

## Contenu
Ces édits concernent en premier lieu et sans surprise le roi. Sa personne fait l'objet d'une grande attention et d'une protection de tous les instants. L'accès au palais est strictement contrôlé, des personnes étant assignées à la fermeture des verrous des portes. L'accès à ses effets personnels quand il est en déplacement fait l'objet de mesures similaires. Des mesures sont édictées sur la manière de lui annoncer le décès d'un de ses proches, qui varient selon le lieu où il se trouve, mais quoi qu'il en soit doit forcément passer par le maire du palais. On préserve sa pureté rituelle en le tenant à l'écart des concubines menstruées dans les périodes où il doit faire des sacrifices.
La population du palais comprend des « courtisans » (mazziz pānī) et « eunuques du roi » (ša rēš šarri), termes utilisés de manière interchangeable dans les édits. Il est souvent difficile d'interpréter les fonctions des personnages de la cour, puisque certains ont des titres qui renvoient à un rôle dans la domesticité du roi, mais effectuent des tâches bien éloignées de cela : le « héraut du palais » (nāgir ekalle) et l'« intendant » (mašennu) sont ainsi parmi les principaux dignitaires du royaume, qui remplissent des missions administratives et militaires majeures. La personne la plus importante de l'administration du palais d'après les édits est le « maire du palais » (rab/ša muḫḫi/ukil ekalle). Les personnages portant le nom de zariqu ont une fonction mal déterminée dans la domesticité du palais. Le « médecin du palais intérieur » (asû ša bētānu) est un autre personnage important. Le maire du palais, le héraut du palais, le chef des zariqu et le médecin du palais intérieur se réunissent en jury pour évaluer l'aptitude de ceux qui doivent entrer dans le personnel du palais. Ceux qui portent le titre d'échanson (šāqi'u) sont aussi mentionnés dans les textes comme ayant un rôle à la cour.
Ces édits ont, comme leur surnom courant l'indique, surtout attiré l'attention pour les informations qu'il apportent sur la vie des femmes du roi et de son harem. Le harem comprend la reine mère et l'épouse du roi (aššāt šarri), qui sont les « dames du palais » (sinnišātu ša ekallim), puis les « autres femmes » (sinnišātu mādātu), et enfin les simples servantes qui constituent leur domesticité. Les édits témoignent d'une méfiance envers ce monde féminin fermé, envisagé comme prompt aux rixes et aux querelles, et les blasphèmes prononcés lors d'altercations sont sévèrement punis. Les eunuques ne peuvent converser avec des femmes du palais qu'en présence du maire du palais, en respectant une distance de sept pas, à la condition de la femme en question soit vêtue de manière décente. En cas de relation entre un homme et une femme du palais, ils sont punis de mort, et tout témoin éventuel qui ne les aurait pas dénoncés subit le même sort. Les femmes du palais ne peuvent donner de l'or, de l'argent ou des pierres précieuses à leurs serviteurs, et à l'inverse elles ne peuvent leur infliger que des peines légères, sous la supervision du roi. Les femmes mariées travaillant dans le palais ont besoin de l'autorisation du roi pour le quitter, même durant leurs congés. Quelques autres textes fournissent des informations complémentaires sur la vie des femmes du palais à cette période, par exemple une lettre de Tell Sheikh Hamad (Dur-Katlimmu) qui montre que la reine se déplace avec un convoi de six chariots.

## Extrait
« Un eunuque du roi, un mazziz pānī ou un oblat, si une dame du palais profère des injures ou bien se querelle avec l'une de ses égales et qu'il reste pour écouter, il recevra cent coups de bâton et on lui coupera une oreille.

Si une dame du palais qui a les épaules nues et n'est même pas couverte d'un vêtement-kindabašše appelle un mazziz pānī et [lui dit] : “Je veux t'envoyer […]”, s'il se retourne et parle avec elle, il recevra cent coups de bâton. Celui qui l'aura vue (et dénoncée) pourra prendre ses vêtements et on nouera autour de la taille de celui-là (le coupable) une écharpe-sâgu.

Si un mazziz pānī doit parler avec une dame du palais, il ne pourra approcher d'elle de moins de sept pas. (Si) quelqu'un outrepassait ce règlement et que le chef du palais, l'ayant appris, ne lui imposait pas de châtiment, c'est le chef du palais qui serait passible de sanctions. Si les subordonnés du chef du palais ne faisaient pas attention à tout ce qui se passe dans le palais et ne lui rapportaient pas les fautes commises, et qu'ensuite, le roi entende parler d'un manquement, le chef du palais devrai tous les tenir pour responsables. »